# Списък на земеделски теми
Тази статия представя списък на някои земеделски теми.
А – Б – В – Г – Д – Е – Ж – З – И – Й – К – Л – М – Н – О – П – Р – С – Т – У – Ф – Х – Ц – Ч – Ш – Щ – Ъ – Ю – Я

## А
- Абиотични екологични условия
- Аграрни науки
- Аграрен университет - Пловдив
- Агроекология
- Агроклиматична оценка на влагообезпечеността
- Агроклиматична оценка на топлообезпечеността
- Агроклиматични изисквания на земеделските култури
- Агроклиматично райониране на земеделските култури
- Агрометеорология
- Агрохимия
- Анемометър

## Б
- Билкарство
- Биологична характеристика на зърнено-бобовите култури
- Биологични особености на слънчогледа
- Биотични екологични условия
- Биохимия на растенията
- Болести по растенията
- Борба с почвената ерозия - агротехнически мероприятия
- Борба с почвената ерозия - лесомелиоративни мероприятия
- Борба с почвената ерозия - хидротехнически мероприятия
- Ботаническа характеристика на зърнено-житните култури
- Брануване
- Бръмбари – обща информация

## В
- Валежи
- Валиране
- Видове валежи
- Вино
- Витамини
- Влажност на въздуха
- Влакнодайни култури
- Вятър

## Г
- Горски скакалец

## Д
- Декар
- Диканя
- Дискуване
- Добруджански земеделски институт

## Е
- Ентомология
- Ерозия на почвата
- Етерично-маслени култури
- Ечемик

## Ж
- Жътва

## З
- Засаждане
- Захарно цвекло
- Зелен скакалец
- Зеленчукови култури
- Зеленчукопроизводство
- Земеделие
- Земеделска техника
- Зимна пшеница
- Значение на валежите за аграрното производство
- Зърнено-бобови култури
- Зърнено-житни култури

## И
- Изветряне
- Изкуствен тор
- Измерване на валежите
- Инфекциозни болести по растенията
- Италиански скакалец

## К
- Казанлъшка роза
- Канелени горски почви
- Ким
- Кимион
- Климат
- Климатични коефициенти при бонитация
- Климатични области в България
- Климатични пояси
- Колорадски бръмбар
- Комбайн
- Компостиране
- Контрол върху метеорологичните фактори в земеделието
- Кореноплодни култури
- Кориандър
- Култивационни съоръжения
- Култивиране
- Културно растение

## Л
- Лавандула
- Лен
- Лозарство

## М
- Маслодайни култури
- Марокански скакалец
- Метеорологични станции
- Микроклимат

## Н
- Национален център за аграрни науки
- Неблагоприятни метеорологични условия
- Неприятели по растенията
- Нитрагин

## О
- Облаци
- Обработка на почвата
- Общо земеделие
- Овощарство
- Оран
- Ориз
- Отглеждане на пшеница
- Отглеждане на слънчоглед
- Отглеждане на тютюн

## П
- Памук
- Пестицид
- Плевел
- Полевки
- Полезащитни горски пояси в Добруджа
- Попово прасе
- Почва
- Почвено плодородие
- Почвообразуване
- Предшественик (земеделие)
- Просо
- Псевдоподзолисти почви
- Пшеница

## Р
- Разсад
- Растениевъдство
- Ръж

## С
- Сеитба
- Сеитбообращение
- Селско стопанство
- Сено
- Сиви горски почви
- Скакалци
- Скала на Бофорт за сила на вятъра
- Слама
- Слънчева радиация
- Слънчоглед
- Смолници
- Сорго
- Соя
- Стопански класификации на културните растения
- Сусам

## Т
- Температура на почвата
- Температура на въздуха
- Технически култури
- Технологии на полските култури
- Тютюн

## У
- Уплътнено използване на земята
- Учени в аграрната област
  - Александър Караиванов
  - Иван Гърбучев
  - Коста Гоцов
  - Панайот Щерев
  - Петко Иванов
  - Петър Иванов
  - Стоян Цветков
  - Тодор Рачински
  - Христо Контев

## Ф
- Фенология
- Физиология на растенията
- Фитопатология
- Фрезуване
- Фъстъци

## Х
- Хербология
- Хибрид (биология)
- Хуминова киселина
- Хумус

## Ц
Цветя и търговия

## Ч
- Черноземни почви

## Ш
- Шампанско вино

## Щ
- Щурци